# Клуб Дорхимзавода имени М. В. Фрунзе
Клуб Союза химиков Дорогомиловского химического завода имени М. В. Фрунзе — многоэтажное здание московского рабочего клуба в стиле конструктивизма, расположенное в Дорогомилово по адресу Бережковская набережная, 28. Построено в 1927—1929 годах архитектором Константином Мельниковым по заказу Союза химиков для рабочих Дорогомиловского химического завода. Является объектом культурного наследия России регионального значения. На 2018 год в здании размещаются оптовый магазин тканей, мебельное ателье и магазин одежды.

## История

### Предпосылки строительства
Клуб — не строгий храм какого-то божества. В нем надо добиться такой обстановки, чтобы рабочего в клуб не тащить, а он сам бы бежал в него мимо дома и пивной. Не следует строить клуб для политических занятий исключительно. Надо строить его одновременно и для развлечений, и для отдыха. Клуб должен, если сумеет, показать, как надо строить новый быт....Так как большинство членов нашего союза по роду своей работы вынуждены работать в одиночку, необходимо в клубе создать такую обстановку, которая говорила бы о мощи коллектива и рабочего класса....Индустриализация — база социализма. Поэтому некоторые элементы архитектурного творчества желательно соединить с индустриализацией....Бережливость—одна из первых статей социалистического накопления. Здание клуба должно строиться на этом принципе, и качество строительства должно быть безукоризненно....В клубе воспитываются, учатся быть общественниками, прививают организационные навыки, отдыхают, развлекаются и т. д. Все в клубе, начиная от внешнего фасада и внутреннего оборудования, должно выражать эту идею общественности — пролетарской, классовой
В раннесоветский период клубы для рабочих размещались в старых особняках, бывших церквях или других помещениях, потерявших свою первоначальную функцию после революции. Клубы были местом для самообразования и досуга рабочих, а в период НЭПа также использовались как кинотеатры. В 1926 году президиум Московского городского совета профессиональных союзов принял постановление об обязательном отчислении 10 % культурного фонда в строительство клубов для улучшения быта рабочих на всей территории СССР. Поскольку в 1920-е годы клуб был новым типом и пользовался высоким спросом, профсоюзы не предъявляли конкретных требований по планировке здания, давали свободу в развитии внутреннего устройства и архитектурного решения.
На 1927 год промышленные профсоюзы Москвы и Московской области профинансировали тридцать новых клубов, девять из которых предполагалось возвести в столице. По причине сжатых сроков строительства, профсоюзы не устраивали открытых конкурсов, а чаще отдавали заказы архитекторам напрямую. Автор павильонов Махорка на ВСХВ и СССР на международной выставке в Париже Константин Мельников, успевший заработать репутацию новатора, осуществил проекты шести из них — имени Русакова, «Свобода», «Каучук», «Буревестник», имени Фрунзе. Последний был спроектирован по заказу Союза химиков для рабочих Дорогомиловского химического завода.

### Архитектура
Участок для постройки клуба Дорхимзавода имени Михаила Фрунзе был расположен на Бережковской набережной напротив Новодевичьего монастыря. Внешний вид здания решён в виде нескольких совмещенных прямоугольных объёмов. Цокольный этаж выдается вперёд, образуя террасу. Фасады покрыты сплошным остеклением. Главный зрительный зал был рассчитан на 370 человек. Он делился на три яруса, нижний из которых мог трансформироваться в фойе.
Согласно проекту, пространства для размещения коммуникаций, коридоров и лестниц сокращались для увеличения полезной площади. Такие решения часто шли вразрез с пожарными нормами. Этим объясняется появление у здания наружных лестниц — в чрезвычайной ситуации люди могли попасть на улицу прямо из зрительного зала, минуя сложные эвакуационные маршруты.
При проектировании интерьеров Константин Мельников закладывал идею многофункциональности — система залов должна была меняться под разные виды мероприятий с помощью «живых» мобильных стен. Во время кинопоказов вместимость зала увеличивалась за счет расположенного под бельэтажем клубного помещения. Стенка между уровнем пола в партере и бельэтаже раздвигалась и дополнительная аудитория получала возможность смотреть фильм ниже уровня основного зала.
В ходе реализации проект встретил сопротивление со стороны строителей — архитектурные инновации было сложно реализовать с инженерной точки зрения.
Это здание может служить иллюстрацией того, что нельзя одинаково подходить к клубам, отличным друг от друга как по охвату, так и по содержанию работы. В данном примере идея «соединенных зал» доведена до абсурда.Журнал «Строительство Москвы» о клубе имени Фрунзе
После реконструкции в 1929 году от раздвижных стен отказались, а к клубу была пристроена столовая.

### Использование
Благодаря тому, что клуб имени Фрунзе находился вблизи закрытой территории Малого кольца Московской железной дороги, в советский период здание не подверглось значительным перестройкам. Однако к середине 1990-х годов при отсутствии должного ухода находилось в аварийном состоянии.
С 1994 года там располагался рок-клуб «Tabula Rasa», а также работали несколько досуговых кружков — библиотека, гитарная школа и театр. В 2004 году в клубе произошел пожар. В течение следующих трёх лет собственники проводили ремонт помещений. Были обновлены инженерные сети, построена новая наружная лестница и реконструирован актовый зал — впоследствии там разместился операционный зал банка. Другие части здания сдавались под офисы.
В 1999 году постановлением правительства Москвы были утверждены охранные зоны памятников Московской Окружной железной дороги. Среди 65 выявленных памятников архитектуры только клуб имени Фрунзе получил региональный статус.
В 2009 году завершилась научная реставрация клуба. Был восстановлен исторический облик главного зала, внешний вид здания, обновлена осветительная система.
На 2018 год в здании размещаются оптовый магазин тканей, ателье мягкой мебели и магазин одежды для фитнеса.